# Franz Benda

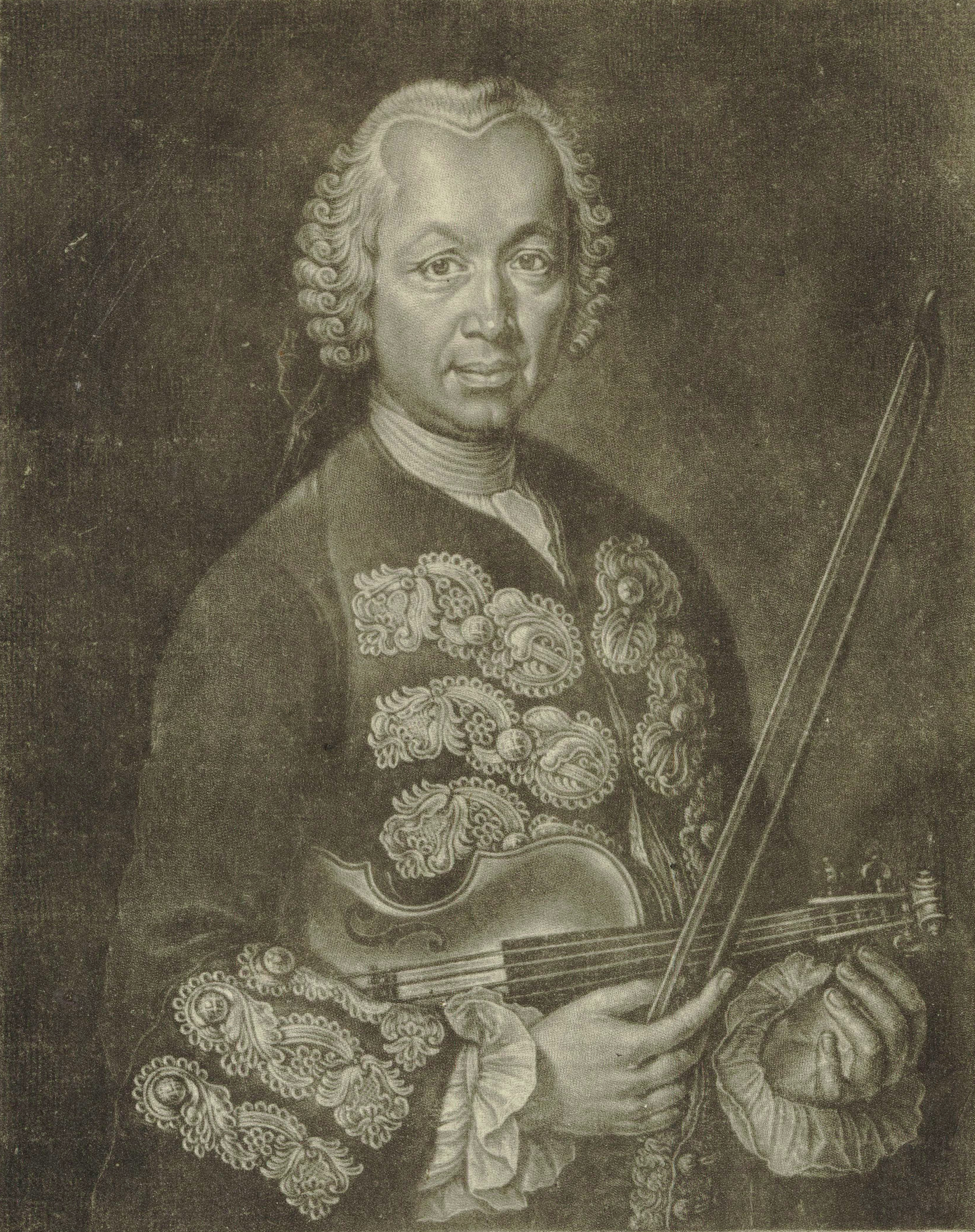
Franz Benda

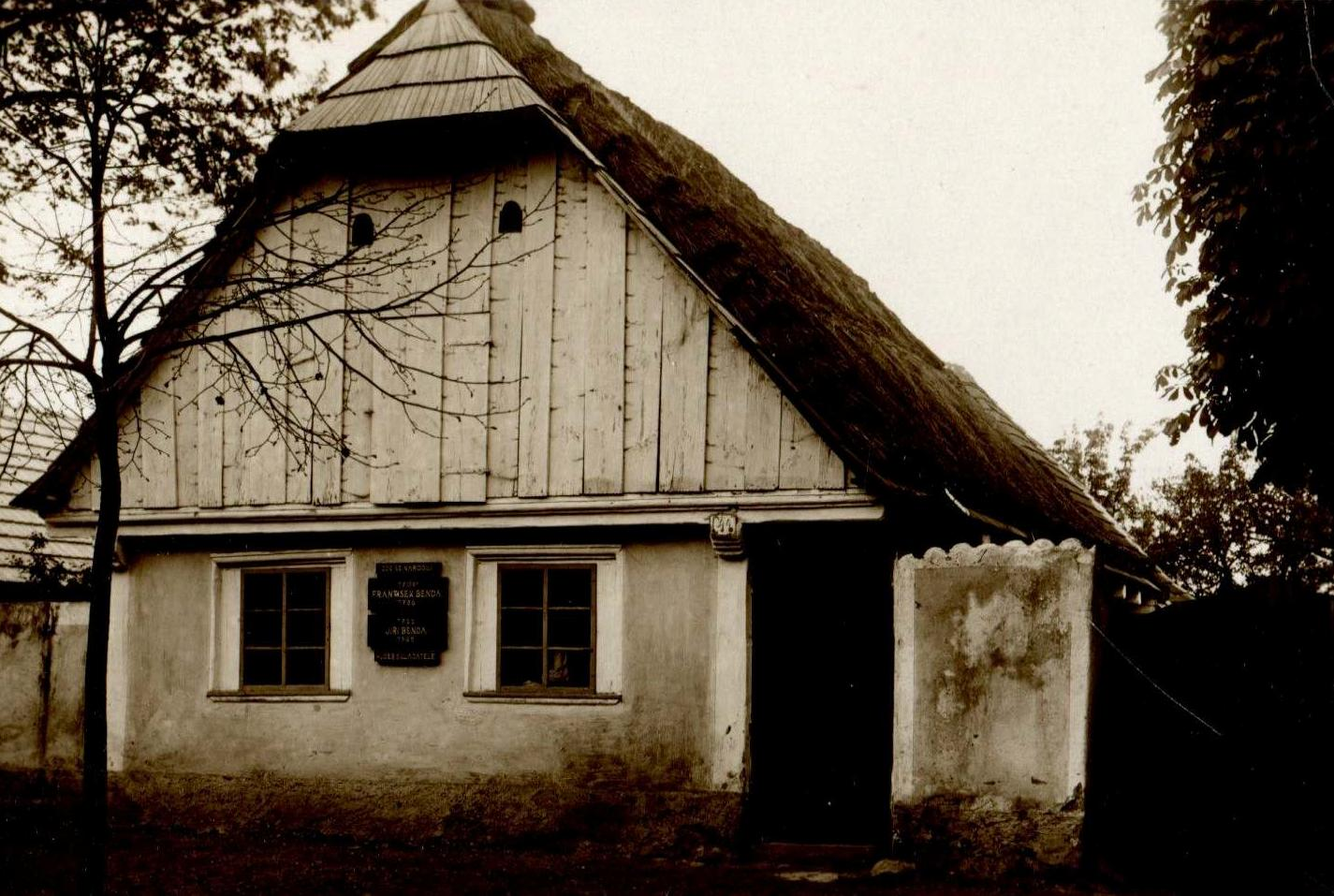
Benda Geburtshaus, erbaut 1706/07

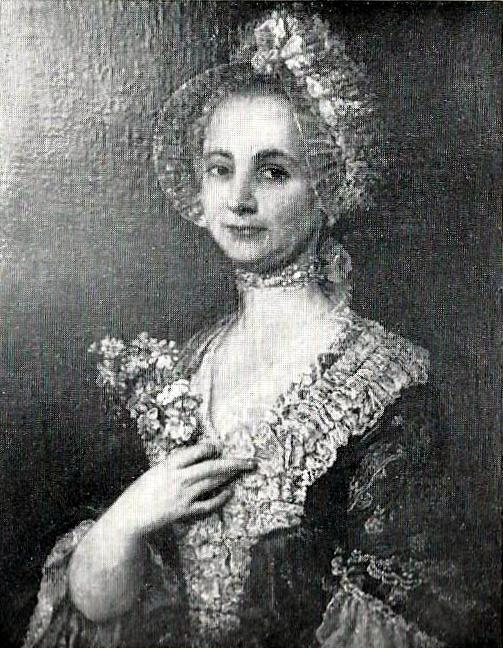
F. L. Eleonore Benda (1718–1758), erste Ehefrau Bendas

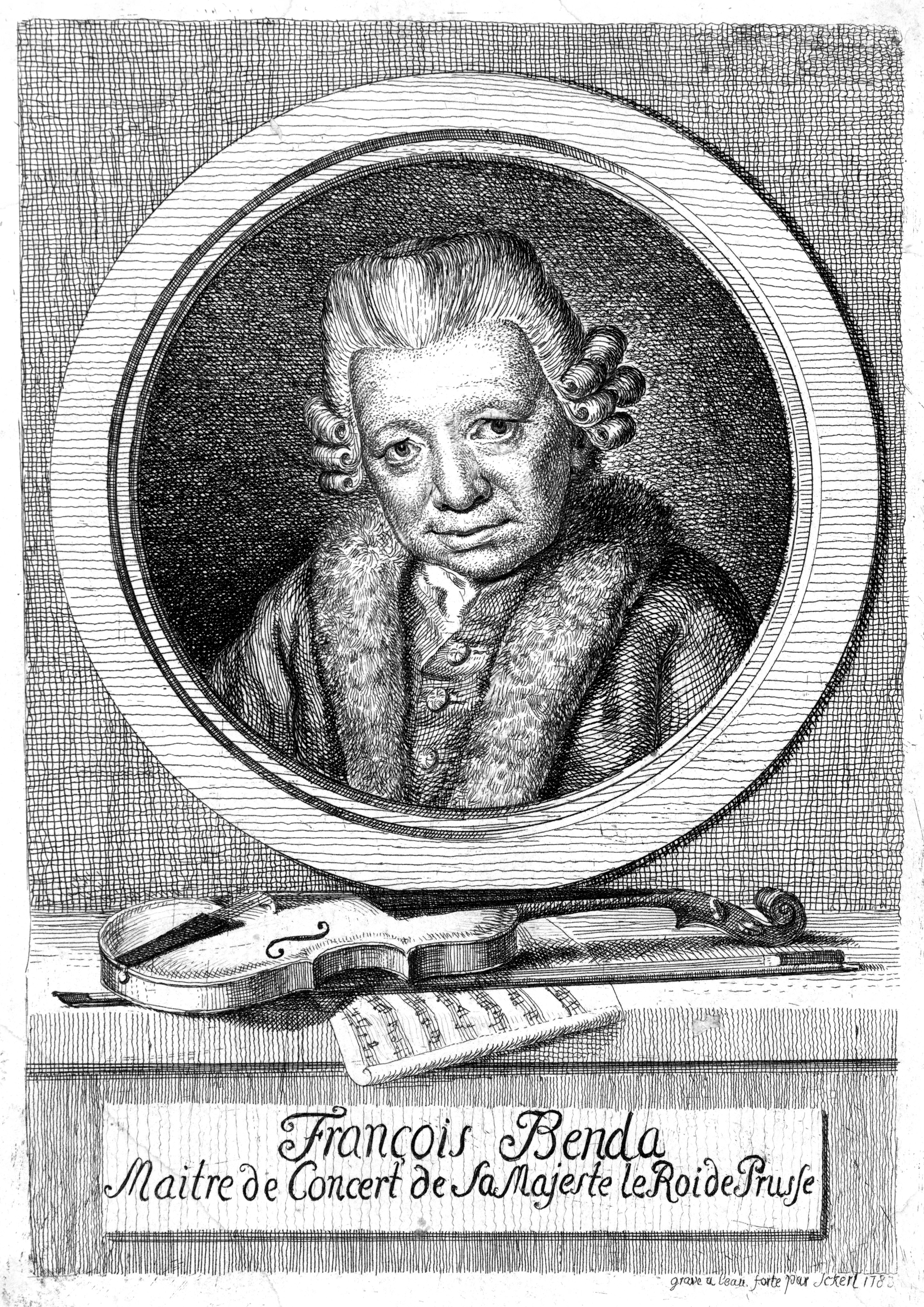
Franz Benda 1783, Radierung von Friedrich Wilhelm Skerl

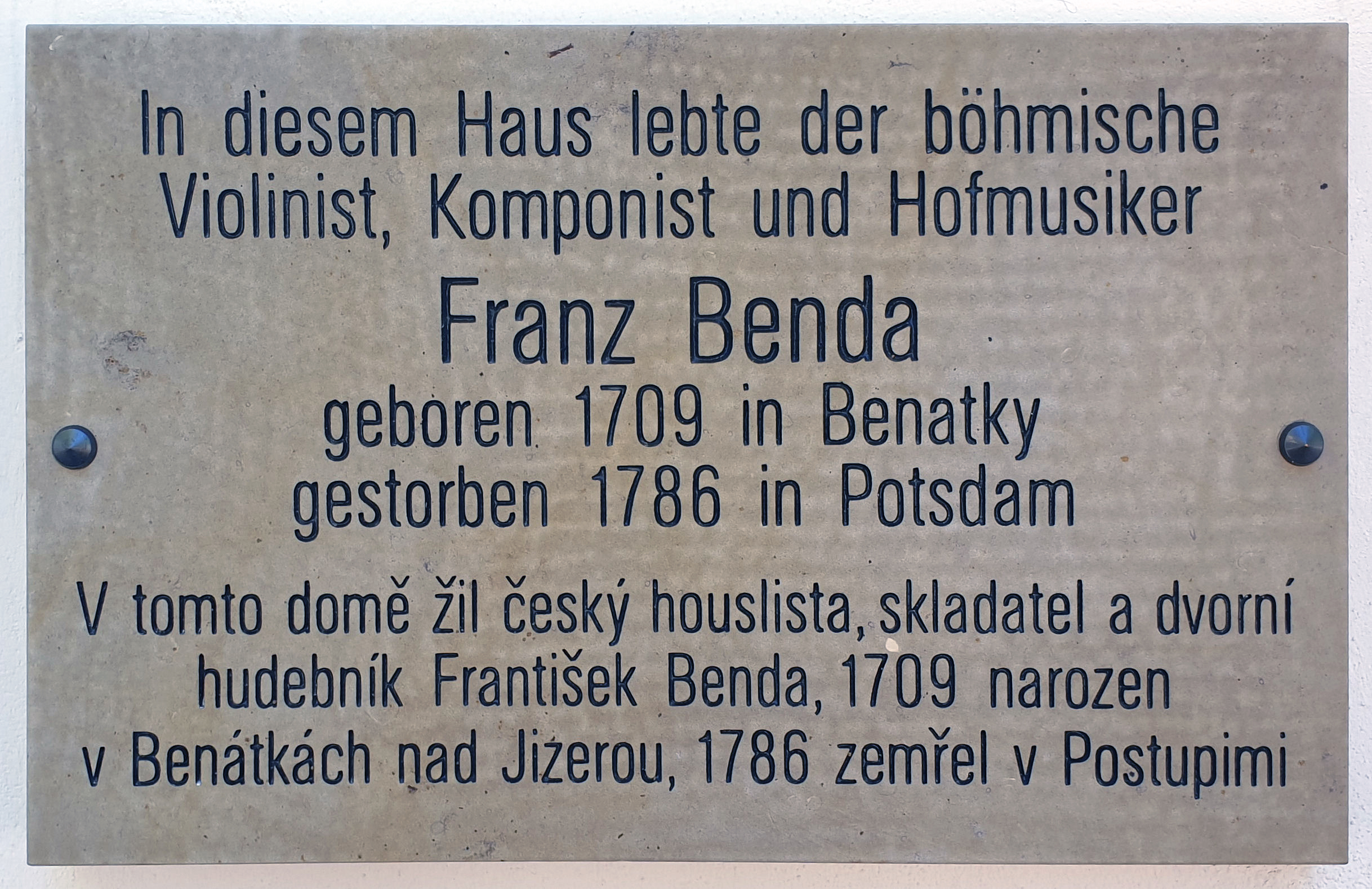
Gedenktafel am Haus, Karl-Liebknecht-Straße 15, in Babelsberg

Franz Benda (auch: František Benda, getauft 22. November 1709 in Benatek an der Iser; † 7. März 1786 bei Potsdam) war ein böhmischer Violinist, Komponist und Kapellmeister.

## Leben
Franz Benda war das älteste der sechs überlebenden Kinder des Leinewebers Hans Georg Benda und seiner Frau Dorothea (1686–1762), Tochter des Dorfkantors Heinrich Brixi in Skalsko. Die ersten musikalischen Grundlagen erlernte er von seinem Vater, der die Oboe, die Schalmei und das Hackbrett beherrschte, sowie vom Kantor Alexius in Neu-Benatek, der Organist, Komponist und Sänger war. In seiner frühen Kindheit besuchte Benda eine Jesuitenschule in Prag, ging jedoch im Alter von zehn Jahren nach Dresden, wo er als Kapellknabe der Katholischen Hofkirche diente. In dieser Zeit begann er, das Violinen- und Bratschenspiel zu erlernen.
Nachdem er mit 12 Jahren seinen Knabensopran verloren hatte, ging er zurück in seine böhmische Heimat. Mit 14 begann er eigene Stücke zu komponieren. Etwa im Alter von 18 kam Benda auf Geheiß von Graf Kleinau, dessen Leibeigener er war, unfreiwillig nach Wien, wo er von 1726 bis 1730 als Kammerdiener angestellt war. Den Lakaiendiensten entzog er sich, indem er mit seinem Kollegen, dem Geiger Georg Czarth 1730 nach Warschau flüchtete.
Dort wurde er kurz nach seiner Ankunft Mitglied der Kapelle des Starosten Suchaquewsky, in welcher er bald vom ersten Violinisten zum Kapellmeister avancierte. Wenig später wechselte er als königlicher Musicus an die polnische Kapelle des sächsischen Kurfürsten und polnischen Königs August II., genannt „der Starke“, nach Warschau. Wahrscheinlich hier wurde er mit seinen späteren Kollegen, dem Klavieristen und Komponisten Christoph Schaffrath sowie dem Komponisten und Flötisten Johann Joachim Quantz bekannt.
Dem Dresdener Konzertmeister Johann Georg Pisendel verdankte Benda manche künstlerische Anregung. Nachdem er zum Protestantismus konvertierte, musste er zahlreiche Anfeindungen über sich ergehen lassen. Deshalb folgte er 1733, nach dem Tod Augusts des Starken, einer Empfehlung Quantz’ an den preußischen Kronprinzen Friedrich, der sich in Ruppin eine eigene Kapelle aufbaute. Franz Benda gehörte zu dessen ersten Kapell-Musikern, seine ersten Kollegen hier waren die Brüder Johann Gottlieb Graun und Carl Heinrich Graun.
Noch am Tag seiner Ankunft in Ruppin am 17. April 1733 gab Benda gemeinsam mit dem Kronprinzen, der die Querflöte beherrschte, ein Konzert. In Friedrichs Kapelle nahm er die Stellung des ersten Violinisten ein. In Ruppin und später in Rheinsberg war es Benda möglich, nicht zuletzt dank der Unterstützung durch Quantz und die Brüder Graun, seine kompositorischen Fähigkeiten weiterzuentwickeln. Am 31. Mai 1740 wurde Friedrich König von Preußen und seine gesamte Kapelle zog nach Berlin bzw. Potsdam.
1739 heiratete Benda Eleonora Stephein, eine Tochter des Zollinspektors in Kolberg und Kammerfrau der Bayreuther Markgräfin Wilhelmine. Als diese 1758 starb, ehelichte er drei Jahre darauf die Schwester seiner Frau, Carolina Stephein. Mit beiden Ehefrauen hatte er zusammen acht Kinder.
1742 ermöglichte es der König Bendas Familie, ebenfalls nach Berlin zu kommen. Seinen jüngsten Brüdern Joseph und Georg gab Benda Violinunterricht, schon bald wurden seine Brüder Johann, Georg und Joseph in die Berliner Hofkapelle aufgenommen. Seine Schwester Anna Franziska Benda, die den Violinisten und Komponisten des Gothaer Hofes Dismas Hataš heiratete und daselbst Kammersängerin wurde, bildete er im Gesang aus. Eine fortschreitende Gichterkrankung bewirkte, dass er ab 1767 nicht mehr solistisch auftreten konnte. Nach dem Tod von Johann Gottlieb Graun im Jahr 1771 wurde Benda zu dessen Nachfolger als Konzertmeister ernannt. Nach dem Tod Quantz’ 1773 wurde er der erste Berater Friedrichs II. in musikalischen Angelegenheiten. Beide Posten hatte Benda bis zu seinem Tod am 7. März 1786 inne.

## Werk
Benda schrieb vorwiegend Werke für die Violine, insbesondere „Soli“ (Sonaten mit Generalbassbegleitung) und Konzerte. In seinen Kompositionen finden sich Elemente des Barock und des galanten und empfindsamen Stils. Zeitlich und inhaltlich steht er somit zwischen dem Barock und der Wiener Klassik.
Zudem hatte Benda auch als Violinlehrer einen sehr guten Ruf. Viele seiner Schüler (etwa seine Brüder Joseph Benda und Georg Anton Benda sowie auch Friedrich Wilhelm Rust, Johann Friedrich Reichardt und Christian Friedrich Georg Berwald) gelangten später zu bemerkenswertem Ruhm.

## Nachkommen
Sein Sohn war der Kammermusiker Friedrich Benda. Seine Tochter, die Sängerin Maria Carolina, heiratete den Weimarer Tonsetzer Ernst Wilhelm Wolf und wurde Kammersängerin der Weimarer Herzogin Anna Amalia. Seine jüngste Tochter Juliane, eine Komponistin, Sängerin und Pianistin, heiratete 1776 den Berliner Kapellmeister und Liederschöpfer Johann Friedrich Reichardt. Die Familie Benda ist noch heute im Musikleben tätig.

## Ehrungen
Am 11. Juni 2022 wurde an seinem ehemaligen Wohnort, Babelsberg, Karl-Liebknecht-Straße 15, eine Gedenktafel enthüllt.